# Rognedino
Rognedino è una cittadina della Russia europea occidentale, situata nella oblast' di Brjansk. È dipendente amministrativamente dal rajon Rognedinskij, del quale è il capoluogo amministrativo.
Sorge nella parte settentrionale della oblast', vicino al corso del fiume Desna nella regione delle alture di Ekimoviči, un centinaio di chilometri a nordovest del capoluogo Brjansk.